# تپه مشرحات
تپه مشرحات در شهرستان شوشتر، روستای دیلم جدید واقع شده و این اثر در تاریخ ۵ آذر ۱۳۸۰ با شمارهٔ ثبت ۴۳۲۰ به‌عنوان یکی از آثار ملی ایران به ثبت رسیده است.